# Condado de Hubbard
O Condado de Hubbard é um dos 87 condados do estado americano do Minnesota. A sede do condado é Park Rapids, e sua maior cidade é Park Rapids.
O condado possui uma área de 2 588 km² (dos quais 199 km² estão cobertos por água), uma população de 18 376 habitantes, e uma densidade populacional de 8 hab/km² (segundo o censo nacional de 2000). O condado foi fundado em 1883.